# Michèle Arnaud
Michèle Arnaud (Toulon, 1919. március 18. – Maisons-Laffitte, 1998. március 30.) francia énekesnő. Ő volt Luxemburg első képviselője az 1956-os Eurovíziós Dalfesztiválon. A verseny eredménytáblázát még nem hozták nyilvánosságra.  
1998. március 30-án 79 évesen hunyt el.

## Diszkográfia
Válogatások
- Gainsbourg chanté par… (1996, 2 CD, EMI Music)
- Michèle Arnaud (1999, 2 CD, EMI Music)
- Michèle Arnaud : La rue s'allume (2007, 1 CD Marianne Mélodie, volume 1)
- Michèle Arnaud : Succès et Raretés (2013, 1 CD Marianne Mélodie, volume 2)
- Michèle Arnaud : Succès et raretés 1963 - 1970 (2021, 2 CD Marianne Mélodie)